# Fleabag フリーバッグ
『Fleabag フリーバッグ』（原題: Fleabag）は、2016年から放送されているイギリスのテレビドラマシリーズ。フィービー・ウォーラー＝ブリッジが主演、制作総指揮、監督、脚本を務めるコメディードラマで、ロンドンに暮らす若い女性主人公フリーバッグの生活を描く。イギリスでは2016年7月からBBCで放送が始まり、2019年4月にはシーズン2が放送された。イギリス国外での放映権はAmazonプライム・ビデオが持っており、日本でも配信されている。
番組は批評家から広く絶賛されており、特に脚本、演技、タイトルキャラクターのユニークさと個性が評価された。フィービー・ウォーラー＝ブリッジは第1シーズンで英国アカデミーテレビ賞女性コメディ演技賞を受賞。第2シーズンはプライムタイム・エミー賞に11部門でノミネートされ、コメディ・シリーズ作品賞を含む6つの賞を受賞した。

## あらすじ
フリーバッグはイギリスで暮らす30代前半の独身女性。性に奔放で、下品で、盗み癖もある彼女は、彼氏に逃げられ、カフェの経営も危なく、家族との関係もダメで、人生がうまくいかないと感じている。

## 登場人物

### メインキャスト
フリーバッグ
演 - フィービー・ウォーラー＝ブリッジ　(声:五十嵐麗)
主人公。ロンドンに住む若い女性。
クレア
演 - シアン･クリフォード 　(声:瑚海みどり)
フリーバッグの姉。
ゴッド・マザー
演 - オリヴィア・コールマン　(声:高島雅羅)
フリーバッグの父の再婚相手。フリーバッグとは不仲。
フリーバッグの父
演 - ビル･パターソン (声:大林隆介)
妻であるフリーバッグの母の死後、ゴッド・マザーと再婚した。
マーティン
演 - ブルット･ゲルマン
クレアの夫。
ハリー
演 - ヒュー･スキナー
フリーバッグの元ボーイフレンド。
バンク・マネージャー
演 - ヒュー・デニス
フリーバッグがローンを申し込んだ銀行員。
アスホール・ガイ
演 - ベン・オルドリッジ
フリーバッグのセックスフレンド。
バス・ローデント
演 - ジェイミー・デメトリウ
フリーバッグをバスでナンパした男。
ブー
演 - ジェニー・レインスフォード (声:井上まひろ)
フリーバッグの親友でカフェの共同経営者だったが、自殺した。
神父
演 - アンドリュー・スコット  (声:内田夕夜)
フリーバッグの父の結婚式を務めることになった神父。フリーバッグと親密な関係になる。

## エピソード
| シーズン | シーズン | 話数 | 話数 | 放送期間      | 放送期間      |
| シーズン | シーズン | 話数 | 話数 | 初回放送      | 最終回放送    |
| -------- | -------- | ---- | ---- | ------------- | ------------- |
|          | 1        | 6    | 6    | 2016年7月21日 | 2016年8月25日 |
|          | 2        | 6    | 6    | 2019年3月4日  | 2019年4月8日  |

### シーズン1 (2016)
| 通算 話数 | シーズン 話数 | タイトル    | 監督               | 脚本                             | 放送日        |
| --------- | ------------- | ----------- | ------------------ | -------------------------------- | ------------- |
| 1         | 1             | "Episode 1" | ティム・カークビー | フィービー・ウォーラー＝ブリッジ | 2016年7月21日 |
| 2         | 2             | "Episode 2" | Harry Bradbeer     | フィービー・ウォーラー＝ブリッジ | 2016年7月28日 |
| 3         | 3             | "Episode 3" | Harry Bradbeer     | フィービー・ウォーラー＝ブリッジ | 2016年8月4日  |
| 4         | 4             | "Episode 4" | Harry Bradbeer     | フィービー・ウォーラー＝ブリッジ | 2016年8月11日 |
| 5         | 5             | "Episode 5" | Harry Bradbeer     | フィービー・ウォーラー＝ブリッジ | 2016年8月18日 |
| 6         | 6             | "Episode 6" | Harry Bradbeer     | フィービー・ウォーラー＝ブリッジ | 2016年8月25日 |

### シーズン2 (2019)
| 通算 話数 | シーズン 話数 | タイトル    | 監督           | 脚本                             | 放送日        |
| --------- | ------------- | ----------- | -------------- | -------------------------------- | ------------- |
| 7         | 1             | "Episode 1" | Harry Bradbeer | フィービー・ウォーラー＝ブリッジ | 2019年3月4日  |
| 8         | 2             | "Episode 2" | Harry Bradbeer | フィービー・ウォーラー＝ブリッジ | 2019年3月11日 |
| 9         | 3             | "Episode 3" | Harry Bradbeer | フィービー・ウォーラー＝ブリッジ | 2019年3月18日 |
| 10        | 4             | "Episode 4" | Harry Bradbeer | フィービー・ウォーラー＝ブリッジ | 2019年3月25日 |
| 11        | 5             | "Episode 5" | Harry Bradbeer | フィービー・ウォーラー＝ブリッジ | 2019年4月1日  |
| 12        | 6             | "Episode 6" | Harry Bradbeer | フィービー・ウォーラー＝ブリッジ | 2019年4月8日  |

## 製作
本作は、フィービー・ウォーラー＝ブリッジの2013年の一人舞台を脚色したものだった。
本作ははじめにBBC Threeで放送され、2016年8月21日から9月25日までBBC Twoでリピート放送された。第2シリーズはBBC Threeでの公開と同時にBBC Oneで放送された。
Amazonプライム・ビデオが世界での配信権を獲得し、2016年9月16日にアメリカでプレミア上映された。

## 評価

### 批評
本作は批評家から極めて高い評価を受けている。シーズン1は批評集積サイトのRotten Tomatoesに40件のレビューがあり、批評家支持率は100%、平均点は10点満点で8.5点となっている。また、Metacriticには19件のレビューがあり、加重平均値は88/100となっている。
シーズン2はRotten Tomatoesに92件のレビューがあり、批評家支持率100%、平均点は10点満点で9.32点となっている。また、Metacriticには21件のレビューがあり、加重平均値は96/100となっている。